# جيف باكوس
جيف باكوس (بالإنجليزية: Jeff Backus)‏ هو لاعب كرة قدم أمريكية أمريكي، ولد في 21 سبتمبر 1977 في ميدلاند في الولايات المتحدة.

## وصلات خارجية
- جيف باكوس على موقع مرجع كرة القدم المحترفة.كوم (الإنجليزية)